# Знайдена плівка

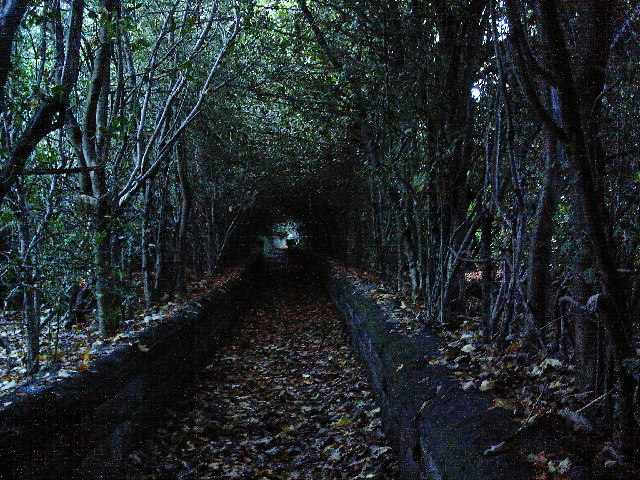
Фільми цього жанру часто мають зумисне неякісне, темне зображення

Знайдена плівка (англ. Found footage) — це піджанр кінематографу, в якому кіно- або відеоряд цілком або частково зумисне зображається не редагованим, а сюжетно подається ніби загублений творцями і згодом знайдений іншими особами. Таким чином фільм ніби зображає реальні події, при цьому нерідко передбачається, що оригінальні творці відеоряду загинули, зникли безвісти чи загубили його при втечі. Більшість фільмів піджанру належать до фільмів жахів.

## Особливості жанру
Піджанр «знайденої плівки» розвивався з появою доступних портативних кіно- та відеокамер. Здебільшого зйомки в фільмах цього жанру відбуваються на непрофесійному обладнанні в слабко освітлених місцях, через що зображення може бути зумисно нечітким, може дрижати, мати погану передачу кольору тощо; в кадрі часом відбуваються несуттєві дії та діалоги. Це повинно сприяти враженню, що зображені події відбувалися насправді, а не були зрежисованими. Іноді на зображення накладається цифровий інтерфейс відеокамери. 
Сюжет здебільшого подається через уривчасті сцени від першої особи та оповідає про дослідження чогось таємничого, надзвичайного. Часто передбачається, що оригінальні творці цього кіно чи відео з якоїсь причини втратили їх, а «знайдена плівка» є доказом того, що з ними сталося. «Знайдена плівка» найпоширеніша у фільмах жахів щонайраніше з 1980-х років. Типово це фільми з малим кошторисом, їхні зйомки відбуваються на невеликій території, а актори маловідомі або аматори. Такі фільми рідко мають музичний супровід, спецефекти. На екрані можуть бути відсутні назва, брендинг і титри.

## Приклади фільмів у жанрі «Знайденої плівки»
Ось перелік фільмів, що належать до категорії фільмів у жанрі «знайденої плівки».
| Фільм                                              | Режисер(и)                                                                             | Компанія-виробник                                                         | Дата випуску           |
| -------------------------------------------------- | -------------------------------------------------------------------------------------- | ------------------------------------------------------------------------- | ---------------------- |
| Пекло канібалів                                    | Руджеро Деодато                                                                        | F.D. Cinematografica                                                      | 7 лютого 1980          |
| Викрадення НЛО (UFO Abduction) (Плівка Макферсона) | Дін Аліото (Dean Alioto)                                                               | IndieSyndicate Productions                                                | 1989                   |
| 84C MoPic                                          | Патрік Шин Дункан                                                                      | New Century Vista Film Company                                            | 7 квітня 1989          |
| «Людина вкусила собаку»                            | Rémy Belvaux André Bonzel Бенуа Пульворд                                               | Les Artistes Anonymes                                                     | 15 січня 1993          |
| «Викрадення прибульцями: Випадок у Країні озер»    | Дін Аліото (Dean Alioto)                                                               | Dick Clark Productions                                                    | 20 січня 1998          |
| «Останній репортаж»                                | Стефан Авалос Ланс Вейлер                                                              | FFM Productions                                                           | 23 жовтня 1998         |
| «Відьма з Блейр: Курсова з того світу»             | Деніел Майрік Едуардо Санчес                                                           | Haxan Films                                                               | 30 червня 1999         |
| «Експеримент у Сан-Франсисвілі»                    | Тед Ніколо                                                                             | The Kushner-Locke Company                                                 | 15 квітня 2000         |
| August Underground                                 | Фред Вогель                                                                            | Absu Films Toetag Pictures                                                | 2001                   |
| «Коллінгсвудська історія»                          | Mike Costanza                                                                          | Cinerebel Media                                                           | 20 жовтня 2002         |
| August Underground's Mordum                        | Вред Вогль Killjoy Cristie Whiles Jerami Cruise Michael T. Schneider                   | Toetag Pictures                                                           | 2003                   |
| «Нульовий день»                                    | Ben Coccio                                                                             | Professor Bright Films                                                    | 3 вересня 2003         |
| «Вересневі плівки»                                 | Крістіан Джонстон                                                                      | Complex Films Raz Productions Raz Entertainment Persistent Entertainment  | 24 вересня 2004        |
| «Останній фільм жахів»                             | Джуліан Річардз                                                                        | Prolific Films Snakehair Productions                                      | 13 травня 2005         |
| «Норої: Прокляття»                                 | Кодзі Шираїши                                                                          | Xanadeux Company                                                          | 20 серпня 2005         |
| «Щоденник зомбі»                                   | Кевін Гейтс Майкл Бартлет                                                              | Off World Films Bleeding Edge Films                                       | 29 жовтня 2006         |
| «Наодинці із Нею»                                  | Ерік Ніколас                                                                           | Pin Hole Productions LLC The Weinstein Company                            | 17 січня 2007          |
| «Ласкаво просимо до джунглів»                      | Джонатан Генсляй                                                                       | Steelbridge Film Works Bauer Martinez Studios Valhalla Motion Pictures    | 19 квітня 2007         |
| The Poughkeepsie Tapes                             | Джон Ерік Даудл                                                                        | Brothers Dowdle Productions Poughkeepsie Films                            | 27 квытня 2007         |
| August Underground's Penance                       | Фред Вогль                                                                             | Toetag Pictures                                                           | 30 квітня 2007         |
| «Головна справа»                                   | Ентоні Спадачіні                                                                       | Fleet Street Films B.P.A. Productions                                     | 8 вересня 2007         |
| «Репортаж»                                         | Жауме Балагеро Пако Пласа                                                              | Castelao Producciones Filmax                                              | 23 листопада 2007 року |
| «Монстр»                                           | Ерік Естенберг                                                                         | The Asylum                                                                | 15 січня 2008          |
| «Монстро»                                          | Метт Рівз                                                                              | Bad Robot Productions                                                     | 18 січня 2008          |
| «Щоденники мерців»                                 | Джордж Ромеро                                                                          | Artfire Films Romero-Grunwald Productions                                 | 15 лютого 2008         |
| «Озеро Мунго»                                      | Джоел Андерсон                                                                         | Screen Australia SBS Independent Mungo Productions                        | 18 червня 2008         |
| «Домашнє відео»                                    | Крістофер Денам                                                                        | Modernciné                                                                | 10 липня 2008          |
| «Карантин»                                         | Джон Ерік Даудл                                                                        | Vertigo Entertainment Andale Pictures Filmax Entertainment                | 10 жовтня 2008         |
| «Окультне»                                         | Кодзі Шираїши (Kôji Shiraishi)                                                         | Image Rings Creative Axa Company Ltd.                                     | 28 лютого 2009         |
| Evil Things                                        | Домінік Перес                                                                          | Go Show Media                                                             | 17 червня 2009         |
| «Ритуал»                                           | Ентоні Спадачіні                                                                       | Fleet Street Films B.P.A. Productions                                     | August 15, 2009        |
| «Репортаж-2»                                       | Jaume Balagueró Paco Plaza                                                             | Castelao Producciones Filmax                                              | 2 жовтня 2009          |
| Паранормальне явище                                | Oren Peli                                                                              | Blumhouse Productions                                                     | 16 жовтня 2009         |
| «Паранормальна сутність»                           | Shane Van Dyke                                                                         | The Asylum                                                                | 22 грудня 2009         |
| Love Sex Aur Dhokha                                | Dibakar Banerjee                                                                       | Freshwater Films                                                          | 19 березня 2010        |
| «Очі у пітьмі»                                     | Bjorn Anderson                                                                         | Emerald City Pictures                                                     | 25 квітня 2010         |
| «Готель "Голівуд"»                                 | Param Gill                                                                             | G S Productions                                                           | 23 липня 2010          |
| «Останнє вигнання диявола»                         | Daniel Stamm                                                                           | Strike Entertainment StudioCanal Arcade Pictures                          | 27 серпня 2010         |
| 8213: Gacy House                                   | Ентоні Фанкхаузер                                                                      | The Asylum                                                                | 28 вересня 2010        |
| «Atrocious»                                        | Фернандо Баоеда Луна                                                                   | Nabu Films Silencio Rodamos Programa Ibermedia                            | 15 жовтня 2010         |
| Паранормальне явище 2                              | Тод Уїльямз                                                                            | Blumhouse                                                                 | 22 жовтня 2010         |
| Мисливці на тролів                                 | André Øvredal                                                                          | Filmkameratene A/S Film Fund FUZZ                                         | 29 жовтня 2010         |
| Паранормальне явище: Ніч у Токіо                   | Тошикадзу Наге (Toshikazu Nagae)                                                       | Presidio Corporation                                                      | 20 листопада 2010      |
| Anneliese: The Exorcist Tapes                      | Jude Gerard Prest                                                                      | The Asylum                                                                | 1 березня 2011         |
| Ragini MMS                                         | Паван Кріпалані                                                                        | Balaji Telefilms                                                          | 13 травня 2011         |
| «Тунель»                                           | Карло Ледесма                                                                          | DLSHS Film Distracted Media Zapruder's Other Films                        | 18 травня 2011         |
| Шукачі могил                                       | The Vicious Brothers                                                                   | Twin Engine Films                                                         | 1 червня 2011          |
| «Світ мертвих: Щоденники зомбі»                    | Kevin Gates Michael Bartlett                                                           | Off World Films Bleeding Edge Films Straightwire Films                    | 24 червня 2011         |
| «Shirome»                                          | Кодзі Шираїши (Kôji Shiraishi)                                                         | Stardust Promotion Shirome Project Partners                               | 13 серпня 2010         |
| «Незадокументоване»                                | Кріс Пековер                                                                           | Sheperd Glen Productions                                                  | вересень 2010          |
| «Непідписане»                                      | Шан Троук                                                                              | Shaunywa Films                                                            | вересень 2011          |
| Аполлон 18                                         | Gonzalo López-Gallego                                                                  | Bazelevs                                                                  | 2 вересня 2011         |
| «Записи»                                           | Скот Бейтс Лі Воістон                                                                  | Darkside Pictures Pure Film Productions                                   | 23 вересня 2011        |
| Паранормальне явище 3                              | Генрі Джуст Ariel Schulman                                                             | Blumhouse                                                                 | 21 жовтня 2011         |
| Unaware                                            | Шин Бардін Роберт Кулі                                                                 | Cooley Productions                                                        | 13 листопада 2010      |
| «Амативільський привид»                            | Джоф Мід                                                                               | The Asylum Taut Productions                                               | грудень 2011           |
| «Одержима»                                         | William Brent Bell                                                                     | Insurge Pictures                                                          | 6 січня 2012           |
| «Навіжена Польща»                                  | Pau Masó                                                                               | Maso & Co Productions                                                     | 20 січня 2012          |
| Хроніка                                            | Josh Trank                                                                             | Davis Entertainment                                                       | 1 лютого 2012          |
| Проект Х: Дорвались                                | Німа Нурізаде                                                                          | Silver Pictures Green Hat Films                                           | 2 березня 2012         |
| Репортаж 3                                         | Paco Plaza                                                                             | Filmax                                                                    | 30 березня 2012        |
| ЗЛО                                                | Ti West Джо Свонберг Девід Бакнер Adam Wingard Glenn McQuaid Radio Silence Productions | The Collective Bloody Disgusting                                          | 22 січня 2012          |
| Війна світів — правдива історія                    | Timothy Hines                                                                          | Pendragon Pictures                                                        | 14 червня 2012         |
| Проект «Динозавр»                                  | Sid Bennett                                                                            |                                                                           | 10 серпня 2012         |
| Паранормальне явище 4                              | Генрі Джуст Аріель Ariel Шульман Schulman                                              | Room 101                                                                  | 19 жовтня 2012         |
| Затока                                             | Баррі Левінсон                                                                         | Lionsgate                                                                 | 2 листопада 2012       |
| Зона 51                                            | Оурен Пелі                                                                             | Incentive Filmed Entertainment Blumhouse Productions Aramid Entertainment | 2013                   |
| Піраміда                                           | Грегорі Левассер                                                                       | 20th Century Fox                                                          | 2014                   |

## Приклади телесеріалів у жанрі «Знайденої плівки»
- Викрадення прибульцями: Випадок у Лейку (1998) — UPN 60-ти хвилинний ефір із багатьма інтерв'ю
- Небезпека (2002)
- Загублені записи (2009)
- Річка (2012)
- Local 58 (2015)

## Приклади відеоігор з елементами «Знайденої плівки»
- Michigan: Report from Hell (2005)
- Kane & Lynch 2: Dog Days (2010)
- Resident Evil 7 (2017)